# Veľká Paka
Veľká Paka (in ungherese Nagypaka) è un comune della Slovacchia facente parte del distretto di Dunajská Streda, nella regione di Trnava.